# 2248 Канда
2248 Канда (2248 Kanda) — астероїд головного поясу, відкритий 27 лютого 1933 року.
Тіссеранів параметр щодо Юпітера — 3,212.